# Derrick Sullivan
Derrick Sullivan (* 10. August 1930 in Newport; † 31. August 1983) war ein walisischer Fußballspieler. Er spielte für die walisische Fußballnationalmannschaft.

## Sportlicher Werdegang
Sullivan debütierte im April 1948 für Cardiff City im englischen Profifußball, als der walisische Klub in der Second Division auf Newcastle United traf. Insbesondere durch seine Vielseitigkeit in der Defensive wurde er schnell zum Stammspieler des Zweitligisten, für den er bis 1961 auflief. 1953 erhielt er sein erstes „Cap“, die für einen Länderspieleinsatz vom Verband überreichte Mütze, als er beim 3:2-Erfolg gegen Irland durch Tore von Trevor Ford und des zweifachen Torschützen John Charles im Rahmen des British Home Championship – und damit de Qualifikation zur Weltmeisterschaft 1954 – erstmals für die Waliser Elf auflief. Fünf Jahre später gehörte er zum Kader der Auswahlmannschaft, die bei der Weltmeisterschaft 1958 ins Viertelfinale vorstieß und erst am späteren Titelträger Brasilien scheiterte. 1959 bestritt er gegen Schottland erneut im Rahmen des British Home Championship sein 17. und gleichzeitig letztes Länderspiel.
1961 wechselte Sullivan zu Exeter City in die Fourth Division, ehe er im folgenden Jahr zum Ligarivalen AFC Newport County weiterzog. Ab 1963 reüssierte er im Non-League football bei Hereford United und dem Ebbw Vale AFC.